# کاراسینان بی‌دندان
کاراسینان بی‌دندان (نام علمی: Curimatidae) نام یک تیره از راسته تتراسانان است.